# Área de Conservação da Paisagem de Kirikumäe
A Área de Conservação da Paisagem de Kirikumäe é um parque natural situado no condado de Võru, na Estónia.
A sua área é de 362 hectares.
A área protegida foi designada em 1983 para proteger o Lago de Kirikumäe e os seus arredores. Em 2000, a área protegida foi reformulada como área de preservação paisagística.